# Pristimantis quinquagesimus
Espèce
Synonymes
- Eleutherodactylus quinquagesimus Lynch & Trueb, 1980

Statut de conservation UICN

 VU B1ab(iii) : Vulnérable
Pristimantis quinquagesimus est une espèce d'amphibiens de la famille des Craugastoridae.

## Répartition
Cette espèce se rencontre sur le versant Ouest de la cordillère Occidentale, :
- en Équateur dans les provinces de Carchi, d'Imbabura, de Pichincha et de Cotopaxi entre 1 410 et 2 710 m d'altitude
- en Colombie dans le département de Nariño entre 1 700 et 2 600 m d'altitude

## Publication originale
- Lynch & Trueb, 1980 : A New Species of Eleutherodactylus (Leptodactylidae) from the Cloud Forests of Western Ecuador. Copeia, vol. 1980, no 3, p. 392-396.